# Eeklo járás
Eeklo járás (arrondissement: közigazgatási körzet) egyike a belgiumi Kelet-Flandria tartományban található hat adminisztratív körzetnek. A körzet teljes területe 333,83 km², lakossága 80 547 fő (2007. január 1-jei adat), a körzet átlagos népsűrűsége 242 fő/km². A körzet csak a tartományi közigazgatásban játszik szerepet, igazságszolgáltatás szempontjából a genti körzet része.
A körzet meglehetősen falusias, vidékies képet mutat, számos polder és folyó található itt, a "Meetjesland"-nak nevezett tájegységen belül.

## Történelme
A körzetet 1803-ban hozták létre Sas-van-Gent körzet és Eeklo kanton összeolvasztásával, utóbbit a genti körzettől csatolták ide. Az új körzet, amelynek székhelye Eeklo város lett, eredetileg az Assenede, Axel, Eeklo, Hulst, IJzendijke, Kaprijke, Oostburg és Sluis kantonokból állt.
1808-ban a körzethez csatolták Vlissingen várost, de azt 1810-ben az újonnan létrehozott Middelburg körzethez csatolták. 1814-ben a franciák kivonulása és a hollandok bevonulása után Axel, Hulst, IJzendijke, Oostburg és Sluis katonokat, valamint Philippine települést (Assenede katon része) Hollandiához csatolták. A körzet összesen 37 települést és több, mint 37 000 lakost vesztett el ekkor.
1927-ben Kluizen, Ertvelde és Zelzate településeket a genti körzethez csatolták, mivel a genti kikötő kibővítéséhez szükség volt a települések külterületére. 1965-ben Kluizen, majd 1977-ben Ertvelde településeket csatolták még a genti körzethez.

## Települések és résztelepülések
Önálló települések:
- Assenede
- Eeklo
- Kaprijke
- Maldegem
- Sint-Laureins
- Zelzate

Résztelepülések:
| - Adegem - Assenede - Bassevelde - Boekhoute - Eeklo - Kaprijke - Lembeke - Maldegem |

| - Middelburg - Oosteeklo - Sint-Jan-in-Eremo - Sint-Laureins - Sint-Margriete - Waterland-Oudeman - Watervliet - Zelzate |

## A körzet lakosságának alakulása
- Forrás:NIS, 1806 - 1970 között: népszámlálási adatok; 1980-tól = január 1-jei adatok (becslés)

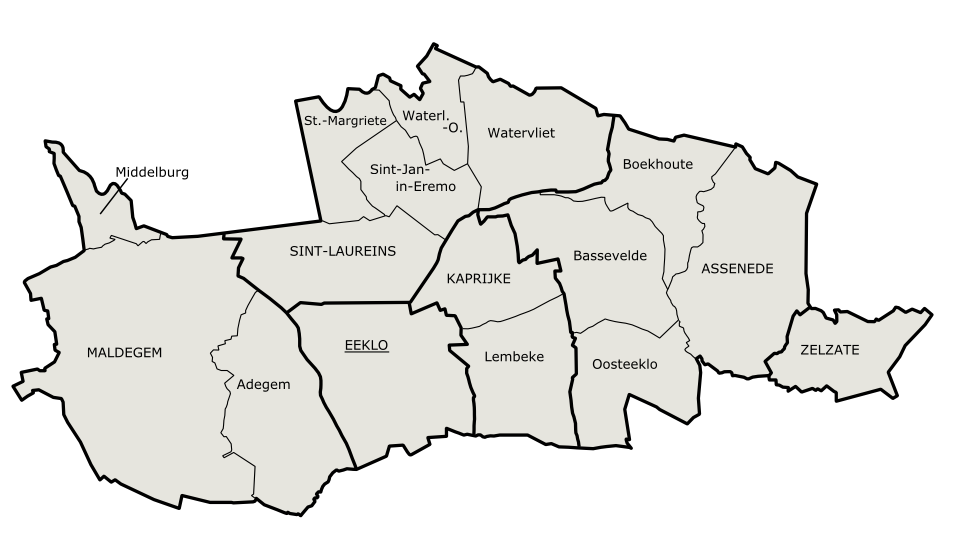
Eeklo körzet települései és résztelepüléseinek térképe

1. ↑  Wettelijke Bevolking per gemeente op 1 januari 2018. Statbel. (Hozzáférés: 2019. március 9.)